# Horadis
Horadis är ett vattendrag i Armenien.   Det ligger i provinsen Vajots Dzor, i den södra delen av landet, 100 kilometer sydost om huvudstaden Jerevan.
Trakten runt Horadis består i huvudsak av gräsmarker. Runt Horadis är det ganska glesbefolkat, med 28 invånare per kvadratkilometer.